# Huawei Ascend Mate 7
Huawei Ascend Mate 7 è l'ex top di gamma della società cinese, attualmente succeduto da Huawei Mate 8. È il primo dispositivo Huawei, nonché il primo smartphone da 6" del mercato, a montare un lettore di impronte digitali, situato sul retro del dispositivo. Presentato il 4 settembre 2014 all'Internationale Funkausstellung Berlin (IFA) di Berlino esso è disponibile in due varianti: 
- Silver o Black con 16 GB di memoria interna e 2 GB di RAM;
- Gold con 32 GB di memoria interna e 3 GB di RAM.

## Hardware
Il processore Kirin 925, un Octa-Core, è progettato da Huawei ed è composto da 4 core ARM Cortex A15 da 1.8 GHz e 4 Cortex A7 da 1.3 GHz la cui gestione varia a seconda delle attività che impiegano il dispositivo. L'A7 infatti si attiva durante le operazioni basilari di telefonia e messaggistica o comunque in caso di attività che richiedono poca attività computazionale, l'A15 invece si attiva quando sono richieste più risorse, come nel caso di gaming. Questa strategia è adottata per ridurre drasticamente i consumi della batteria che ciononostante ha una capienza di 4100 mAh nominali.

## Software
Il dispositivo è venduto con  Android 4.4 affiancato all'interfaccia proprietaria denominata EMUI che raggiunge la versione 3.0. Attualmente l'ultimo rilascio della versione software ufficiale è basata su  Android 6.0 ed  EMUI 4.0.

## Prezzi
In Italia il prezzo annunciato per la versione base (in colore Silver o Black) è di 499€ mentre 599€ per la versione Gold.